# Serrat del Bertran
El Serrat del Bertran és una serra al municipi de la Vall de Bianya a la comarca de la Garrotxa, amb una elevació màxima de 923 metres.